# Адамусы
Адамусы (пол. Adamusy) — деревня в Кольненском повете Подляского воеводства Польши. Входит в состав гмины Туросль. По данным переписи 2011 года в деревне проживало 44 человека.

## География
Деревня расположена на северо-востоке Польши, вблизи правого берега реки Писа, на расстоянии приблизительно 10 километров к западу от города Кольно, административного центра повета.

## История
Согласно «Списку населенных мест Ломжинской губернии», в 1906 году в деревне Цециоры проживало 65 человек (30 мужчин и 35 женщин). В конфессиональном отношении всё население деревни исповедовало католицизм. В административном отношении деревня входила в состав гмины Туросль Кольненского уезда.
В период с 1975 по 1998 годы деревня являлась частью Ломжинского воеводства.